# Acido ipobromoso
L'acido ipobromoso è un acido debole e instabile, con formula chimica HBrO. Esso si trova solo in soluzione ed ha proprietà chimiche e fisiche molto simili a quelle dell'acido ipocloroso. 
In soluzione acquosa, l'acido ipobromoso si dissocia parzialmente nell'anione ipobromito BrO− e nel catione H+. I sali dell'acido ipobromoso sono chiamati ipobromiti. Come l'acido, questi sali sono instabili e quando evaporano o bollono, vanno incontro a una reazione di disproporzione, formando i rispettivi sali bromati e bromuri.
Quando il bromo puro viene messo in acqua, forma acido ipobromoso e acido bromidrico (HBr):
{\displaystyle {\ce {Br2(l) + H2O(l) -> HBrO(aq) + HBr (aq)}}}
HBrO è usato come sbiancante, ossidante, deodorante e come disinfettante, grazie alla sua abilità di uccidere le cellule di alcuni patogeni. Il composto è generato nei vertebrati a sangue caldo, specialmente dagli eosinofili, è prodotto dalla perossidasi degli eosinofili, un enzima che preferenzialmente usa i bromuri. I bromuri sono anche usati nelle vasche idromassaggio come agenti germicidi, usando l'agente ossidante per produrre ipobromiti in modo simile alla perossidasi degli eosinofili.
È molto efficace quando usato con il suo simile, l'acido ipocloroso.